# Intérêt statutaire
L'intérêt statutaire (aussi appelé premier dividende,) est un versement parfois prévu par les statuts de certaines sociétés (libre ensuite aux administrateurs, s'ils le souhaitent, de verser un dividende complémentaire) représentant généralement un pourcentage du nominal de l'action. La somme du premier dividende et du dividende complémentaire (aussi appelé superdividende) constituent le dividende total.
Cet intérêt statutaire est en effet calculé sur le montant libéré des actions (ou parts sociales), éventuellement prorata temporis si une libération de capital est intervenue en cours d'exercice (et éventuellement sur des versements anticipés, si les statuts le prévoient).
Ceci est relativement formel : ce qui compte est le montant du dividende annuel plutôt que la ventilation entre un premier dividende et un dividende complémentaire, d'autant que dans la pratique, les actionnaires ne reçoivent qu'un seul chèque représentatif de la somme des deux dividendes.